# Més que col·legues
Més que col·legues (títol original: Partners) és una pel·lícula estatunidenca còmica de l'any 1982, dirigida per James Burrows i interpretada per Ryan O'Neal i John Hurt. La pel·lícula ve a ser la "versió amable" de A la cacera: dos agents de policia s'han de fer passar per parella per intentar esclarir l'assassinat d'un jove homosexual. Ha estat doblada al català.

## Argument
Després de l'assassinat d'un jove homosexual, el Capità Wilkins, idea que el faldiller Sergent Benson i l'amanerat policia Fred Kerwin que està dins de l'armari, es facin passar per parella d'amants per investigar aquest assassinat, de manera que s'infiltrin en els ambients freqüentats per la víctima.

## Repartiment
- Ryan O'Neal: Sergent Benson
- John Hurt: Kerwin
- Kenneth McMillan: Cap Wilkins
- Robyn Douglass: Jill
- Jay Robinso: Halderstam
- Denise Galik: Clara
- Joseph R. Sicari: Walter
- Michael McGuire: Monroe
- Rick Jason: Douglas
- James Remar: Edward K. Petersen
- Jennifer Ashley: Secretària
- Darrell Larson	: Al
- Tony March: Ajudant